# Стернотомия
Стернотоми́я (от др.-греч. στέρνον — грудина, грудь и τομή — разрез, рассечение) — хирургическая операция, заключающаяся в рассечении грудины; выполняется для обеспечения доступа к органам и патологическим образованиям переднего средостения: сердцу, отходящим от него крупным кровеносным сосудам и другим. Входит в число торакальных доступов в торакальной хирургии, предусматривающих проникновение к органам грудной клетки через грудную стенку (в отличие от внеторакальных и комбинированных доступов).

## Разновидности стернотомии

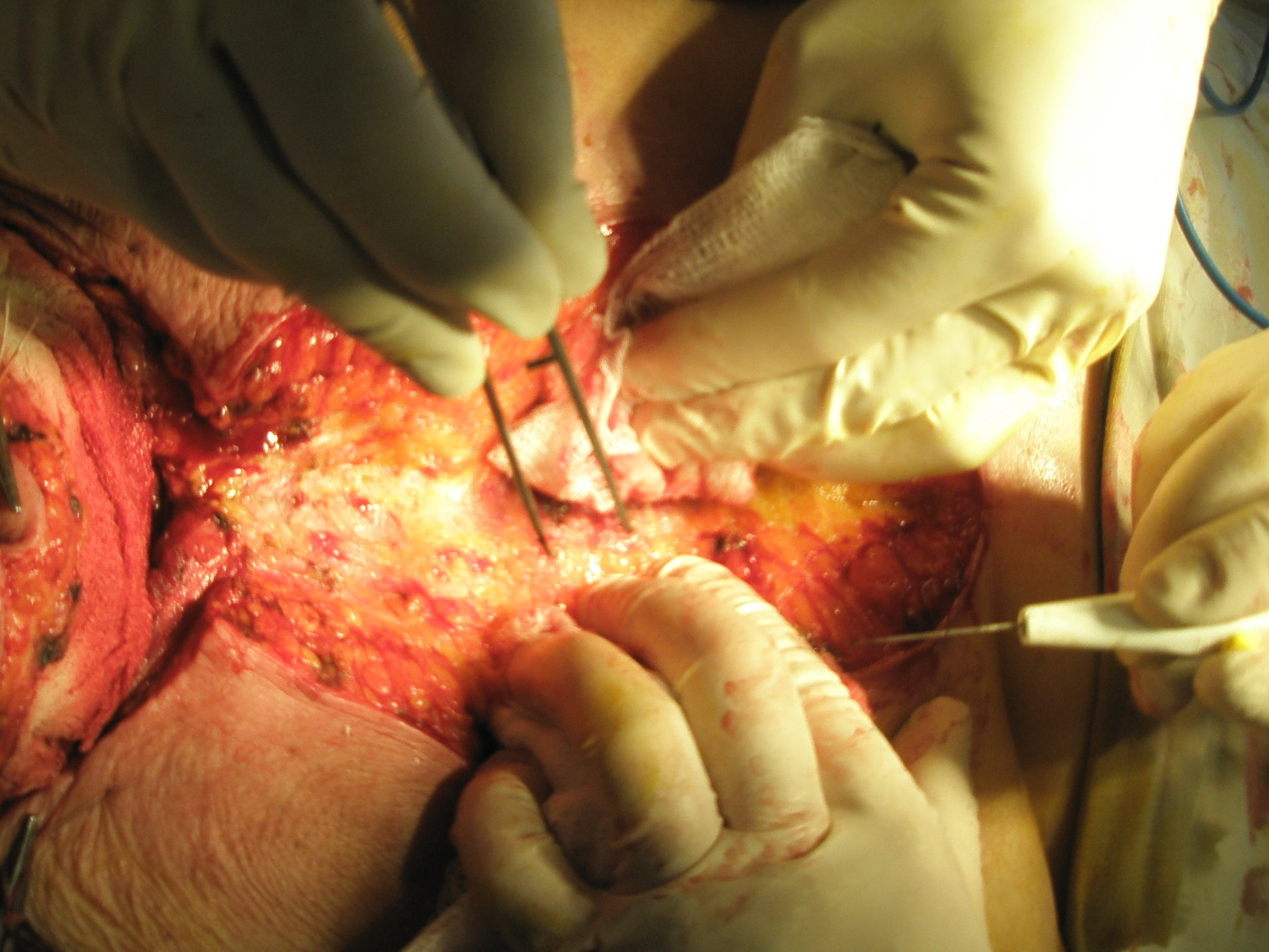
Рис. 1. Полная продольная срединная стернотомия. Разрез кожи

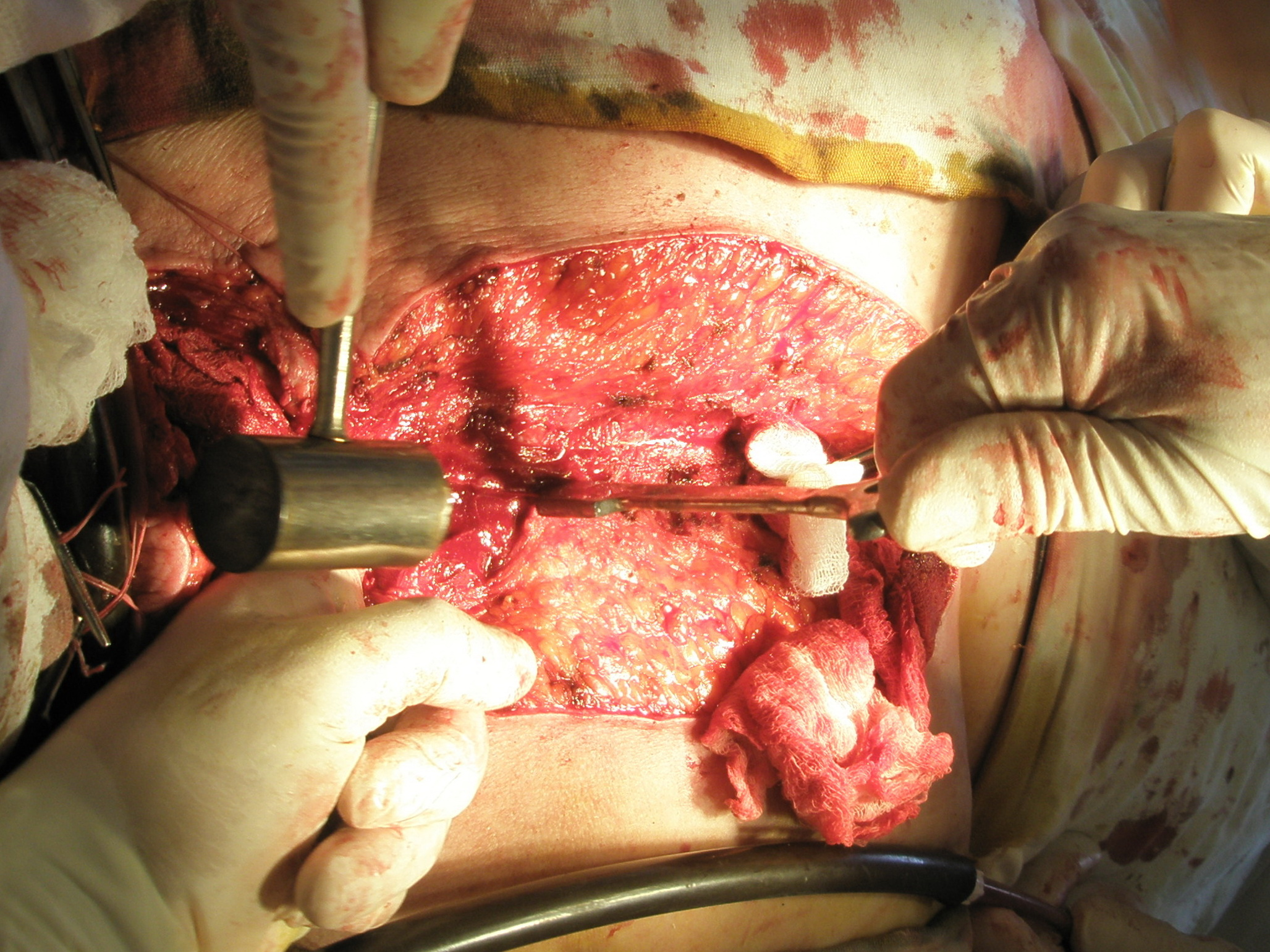
Рис. 2. Полная продольная срединная стернотомия. Собственно стернотомия механическим стернотомом

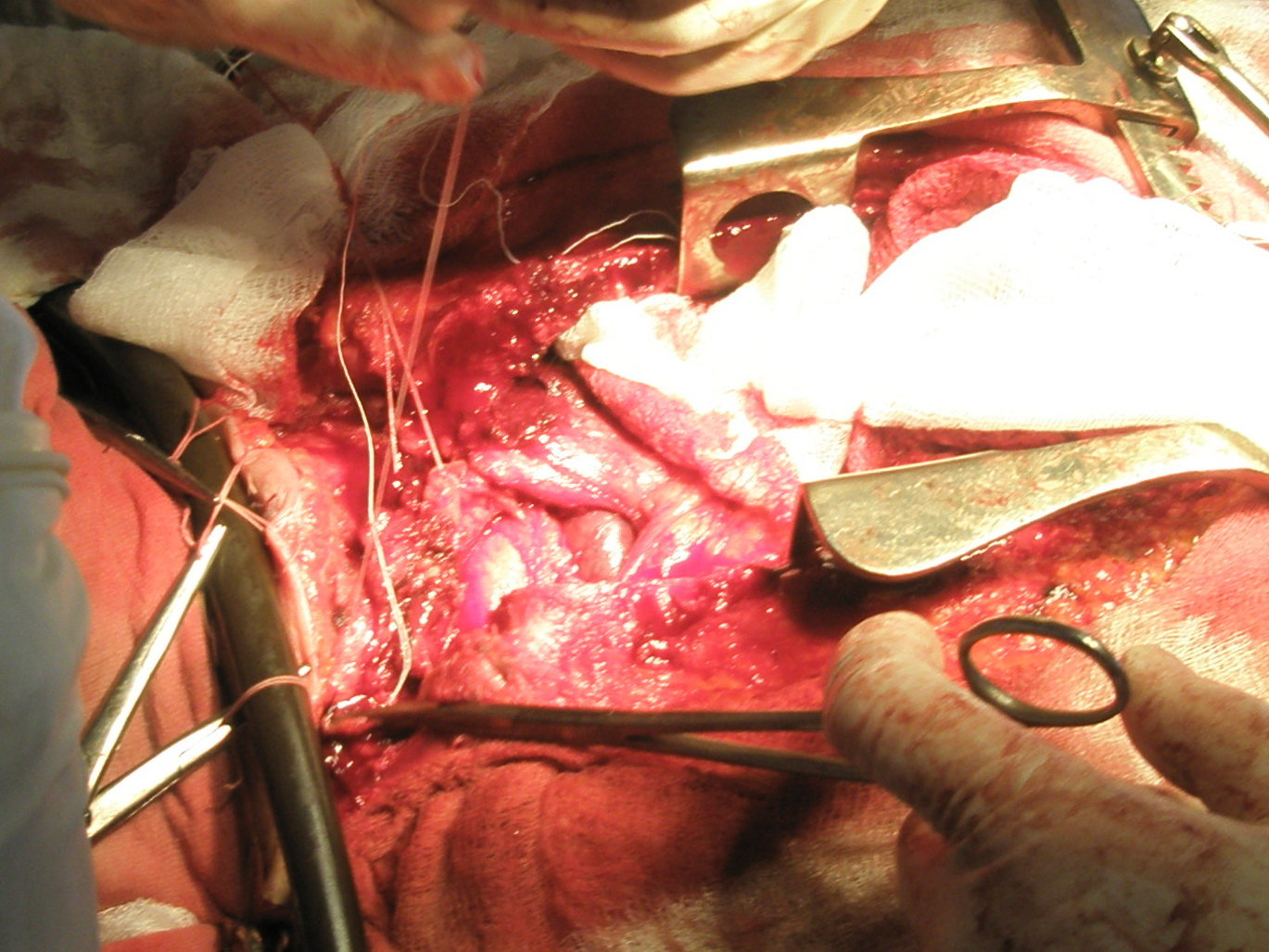
Рис. 3. Полная продольная срединная стернотомия. Края грудины разведены ранорасширителем

### Полная продольная срединная стернотомия
Впервые произведена в 1897 году Milton у больного с медиастинальным туберкулёзом.
Положение больного на столе: на спине.
Техника выполнения: разрез кожи по передней срединной линии, начиная на 2-3 см выше ярёмной вырезки и оканчивая на 3-4 см ниже мечевидного отростка (рис. 1). Рассекаются фасция и надкостница грудины. Белая линия живота рассекается на протяжении нескольких сантиметров. Тупым путём разделяются стернальная часть диафрагмы и задняя поверхность грудины, создаётся доступ в клетчаточное пространство средостения. Приподнятую крючком грудину рассекают поэтапно на всём протяжении.
При проведении стернотомии с использованием стернотома (в том числе электростернотома) тупым путём выделяется начальный отдел грудины в области ярёмной вырезки, в образовавшееся загрудинное пространство заводится задняя бранша стернотома и грудина продольно рассекается сверху вниз (рис. 2). При использовании пилы Джильи сначала за грудину проводится в направлении снизу вверх специальный проводник с лигатурой, в верхней части раны к лигатуре привязывается пила, затем проводник с лигатурой и пилой выводится из нижнего угла раны, грудина рассекается пилящими движениями. Гемостаз из краёв грудины осуществляется втиранием стерильного хирургического воска. Края грудины разводятся ранорасширителем (рис. 3). После окончания основного этапа операции края грудины сводятся 5 или 6 проволочными швами, причём 2 верхних проводятся через рукоятку грудины, а остальные через межреберья тотчас у края грудины.
Применение: операции на сердце и всех его отделах (включая венечные артерии), на восходящей части и дуге аорты.
Преимущества: предоставляет широкий доступ к органам переднего средостения.
Недостатки: опасность развития послеоперационного стерномедиастинита.

### Частичная верхняя срединная стернотомия
Положение больного на столе: на спине.
Техника выполнения: разрез кожи по середине грудины от ярёмной ямки вниз до уровня IV—VI межреберья. Надкостница рассекается электроножом до IV межреберья продольно, а в IV межреберье в поперечном направлении. Мобилизуются края грудины, верхний край и задняя поверхность рукоятки грудины. Стернотомом грудина рассекается по разрезу надкостницы в продольном, а затем в поперечном направлении. Края грудины разводятся. После окончания основного этапа операции на грудину накладываются 3-4 проволочных шва.
Применение: операции на ветвях дуги аорты, удаление загрудинного зоба.
Преимущества: хороший доступ к анатомическим образованиям передне-верхнего средостения без полного рассечения грудины.
Недостатки: опасность развития послеоперационного стерномедиастинита.

### Поперечная стернотомия
Положение больного на столе: на спине с валиком под ней перпендикулярно позвоночнику и вдоль разреза на груди.
Техника выполнения: разрез кожи по IV межреберью от средней подмышечной линии через грудину на IV межреберье противоположной стороны. Перевязываются и пересекаются внутренние грудные сосуды. После рассечения надкостницы выполняется поперечная стернотомия. Края грудины вместе с рёбрами разводятся ранорасширителем.
Применение: при двусторонней пересадке лёгких, при удалении двусторонних метастазов, в кардиохирургии.
Преимущества: возможность доступа ко всем отделам сердца и крупным сосудам.
Недостатки: затруднён обзор верхушки гемиторакса, выраженный послеоперационный болевой синдром, возможное нарушение срастания грудины в послеоперационном периоде.